# Dexter Nottage
Dexter Alexander Nottage (* 14. November 1970 in Miami, Florida) ist ein ehemaliger US-amerikanischer American-Football-Spieler. Er spielte vier Saisons auf der Position des Defensive Ends in der National Football League (NFL).

## NFL

### Washington Redskins
Im NFL Draft 1994 wurde Nottage in der sechsten Runde von den Washington Redskins ausgewählt, was ihm zu einem der wenigen gedrafteten Spieler machte, die in der Saison vor dem Draft kein College Football spielten. Am 25. August 1997 entließen die Redskins Nottage.

### Kansas City Chiefs
Am 24. September 1997 verpflichteten die Kansas City Chiefs Nottage, entließen ihn aber bereits am 7. November 1997 wieder.

### Green Bay Packers
Am 19. März 1998 verpflichteten die Green Bay Packers Nottage. Am 26. August 1998 platzierten die Packers ihn auf der Injured Reserve List und entließen ihn am 19. September 1998.

## CFL
Am 17. Juni 1999 verpflichteten die Montreal Alouettes Nottage.